# 山洋電気
山洋電気株式会社（さんようでんき）は、東京都豊島区南大塚に本社を持つ冷却ファンやサーボモータ、ステッピングモーター、無停電電源装置（UPS）などを製造している会社である。1927年（昭和2年）創業。
なお、ローマ字で"SANYO DENKI"とかかれることがあるが、大阪府守口市に本社のあるパナソニック傘下の家電メーカー三洋電機（英名:SANYO Electric Co.,Ltd.）や富田林市に本社がある綿棒メーカーの山洋とは関連がない。区別のため「やまようでんき」、「山洋（やまよう）」等と呼ばれることもある。

## 沿革
- 1927年 -山本秀雄、山洋商会を創立、電気部品の輸入販売を開始
- 1932年 -東京・豊島区西巣鴨（現・東池袋）に小型交流・直流回転機および通信機用電源の製造工場、山洋商会特殊電機製作所を開設
- 1936年 -株式会社に組織変更（株式会社山洋商会）
- 1942年 -山洋電気株式会社に社名を変更
- 1944年 -長野県上田市に工場を開設（上田北工場、旧緑が丘工場）
- 1945年 -本社・東京工場を東京都豊島区巣鴨（現・北大塚）に移転
- 1962年 -東京証券取引所市場第二部に上場
- 1979年 -長野県上田市に塩田工場を開設
- 1980年 -長野県上田市に築地工場を開設
- 1984年 -長野県青木村に青木工場を開設（現・ロジスティックセンター）
- 1988年 -SANYO DENKI EUROPE S.A. （フランス）を設立
- 1990年 -長野県上田市に富士山工場を開設
- 1995年 -SANYO DENKI AMERICA, INC. （アメリカ）を設立
- 1997年 -長野県上田市にテクノロジーセンターを開設
- 1999年 -山洋電気テクノサービス株式会社を設立
- 2000年 -SANYO DENKI PHILIPPINES, INC.（フィリピン）を設立
- 2003年 -山洋电气（上海）贸易有限公司（中国）を設立
- 2005年 -山洋電氣（香港）有限公司（中国）を設立
- 2005年 -山洋电气精密机器维修（深圳）有限公司（中国）を設立
- 2005年 -SANYO DENKI SINGAPORE PTE. LTD.（シンガポール）を設立
- 2005年 -SANYO DENKI GERMANY GmbH（ドイツ）を設立
- 2005年 -SANYO DENKI KOREA CO., LTD.（韓国）を設立
- 2005年 -台灣山洋電氣股份有限公司（台湾）を設立
- 2008年 -山洋电气贸易（深圳）有限公司（中国）を設立
- 2009年 -長野県上田市に神川工場を開設
- 2009年 -山洋工業株式会社を完全子会社化
- 2011年 -中山市山洋电气有限公司（中国）を設立
- 2011年 -SANYO DENKI (THAILAND) CO., LTD.（タイ）を設立
- 2013年 -東京証券取引所市場第一部に指定
- 2013年 -現所在地に本社を移転
- 2014年 -上海山洋电气技术有限公司（中国）を設立
- 2015年 -SANYO DENKI INDIA PRIVATE LIMITED（インド）を設立
- 2019年 -SANYO DENKI PHILIPPINES, INC.（フィリピン）にテクノロジーセンターを開設
- 2019年 -山洋电气（天津）贸易有限公司（中国）を設立
- 2021年 -山洋電気ITソリューション株式会社を設立
- 2021年 -長野県上田市のテクノロジーセンターに新棟を開設

## 事業内容・製品
主に「San Ace」「SANUPS」「SANMOTION」の3つのブランドを展開。
「San Ace」は冷却ファンやファンユニットなどの製品群で、高風量・高静圧・低騒音を実現している。これらの製品は、通信基地局、電源・スイッチング電源、制御機器、サーバ、医療・検査・介護機器など、多岐にわたる分野で使用されている。 
「SANUPS」は無停電電源装置（UPS）、インバータ、エンジン発電装置、太陽光発電システム用パワーコンディショナなどの製品群で、予期せぬ停電や電源障害などのトラブルにも確実かつ高品質の電力供給を維持する目的で活用されている。 
「SANMOTION」はサーボモータ・アンプ、ステッピングモータ・ドライバ、コントローラなどの製品群で、半導体製造装置、工作機械、ロボット、射出成型機などで高速で高精度の制御を可能にし、生産性や品質の向上に貢献している。
山洋電気は、性能・品質・信頼性のすべてにおいて世界No.1を追い求めるモノづくりを目指しており、新技術・新製品の開発に取り組み続けている。また、環境負荷の低減にも積極的に取り組んでおり、製品本体および梱包材について環境に対する負荷を低減する目的で設計された環境適合設計製品「エコプロダクツ」の認定を行っている。 

## 国内拠点
- 本社（東京都豊島区南大塚3-33-1）
- 札幌支店（北海道札幌市中央区北1条西7-3-2）
- 仙台支店（宮城県仙台市青葉区中央4-4-19）
- 宇都宮支店（栃木県宇都宮市東宿郷3-1-1）
- 上田支店（長野県上田市殿城5-4）
- 甲府支店（山梨県甲府市相生2-3-16）
- 金沢支店（石川県金沢市広岡3-1-1)
- 浜松支店（静岡県浜松市中央区板屋町111-2)
- 刈谷支店（県刈谷市大手町2-15)
- 名古屋支店（愛知県名古屋市中区錦1-11-11)
- 京都支店（京都府京都市下京区塩小路通烏丸西入東塩小路町 614)
- 大阪支店（大阪府大阪市中央区城見1-2-27)
- 広島支店（広島県広島市南区松原町2-62)
- 福岡支店（福岡県福岡市博多区博多駅前4-11-19)
- 神川工場（長野県上田市殿城5-4）
- 富士山工場（長野県上田市富士山4016）
- 築地工場（長野県上田市築地827）
- ロジスティックセンター（長野県小県郡青木村殿戸252-5）
- テクノロジーセンター（長野県上田市下之郷812-3）
- Singapore Branch（988 Toa Payoh North, #04-08, Singapore 319002）
- Jakarta Representative Office（Summitmas II 4th Floor, Jl. Jend. Sudirman Kav.61-62, Jakarta 12190, Indonesia）

## 関係会社
- 山洋工業株式会社（東京都目黒区東山 1-1-2）
- 山洋電気テクノサービス株式会社（長野県上田市殿城5-4）
- 山洋電気ITソリューション株式会社（長野県上田市殿城5-4）
- SANYO DENKI SHANGHAI CO., LTD.（Room2106-2110, Bldg A, Far East International Plaza, No. 319, Xianxia Road, Shanghai, 200051, China）
- SANYO DENKI ENGINEERING (Shanghai) CO., LTD.	（Area B 1F, Building 8, No. 1199 Ji Di Road, Minhang District, Shanghai, China）
- SANYO DENKI (Shenzhen) CO.,LTD	（04B-07, 11F, Avic Center, No.1018 Huafu Road, Futian District, Shenzhen, 518031, China）
- SANYO DENKI ENGINEERING (Shenzhen) CO., LTD.	（3rd Floor, 11th Building, Niucheng 2nd industrial Area, Niucheng Village, Nanshan, Shenzhen, 518055, China）
- SANYO DENKI (Chengdu) CO., LTD.（Rm2105B, Block A, Times Plaza, 2 Zongfu Road, Jinjiang District, Chengdu, China）
- SANYO DENKI (Tianjin）CO., LTD.	（Room AB 16th Floor TEDA Building, No. 256 Jie Fang Nan Road, Hexi District, Tianjin 300042 China）
- SANYO DENKI (H.K.) CO., LIMITED（Room 1603, 16/F, South Tower, Concordia Plaza, 1 Science Museum Road, TST East, Kowloon, Hong Kong）
- SANYO DENKI TAIWAN CO., LTD.	（N-711, 7F, Chia Hsin 2nd Bldg., No. 96, Sec.2, Zhongshan N. Rd., Taipei 10449, Taiwan)
- SANYO DENKI KOREA CO., LTD.（8F, 39, Sejong-daero, Jung-gu, Seoul, 04513, Korea）
- SANYO DENKI (THAILAND) CO., LTD.（388 Exchange Tower, 25th Floor, Unit 2501-1, Sukhumvit Road, Klongtoey, Bangkok 10110 Thailand）
- SANYO DENKI INDIA PRIVATE LIMITED（#14 (Old No. 6/3), Avenue Road, Nungambakkam, Chennai - 600034 Tamil Nadu, India）
- SANYO DENKI AMERICA, INC.（468 Amapola Avenue, Torrance, CA 90501 U.S.A.）
- SANYO DENKI EUROPE S.A.（11 rue Ferdinand de Lesseps, 95190 Goussainville, France）
- SANYO DENKI GERMANY GmbH（Frankfurter Strasse 80-82 65760 Eschborn, Germany）
- （Block F-1 Subic Techno Park, Argonaut Highway, Boton Area, Subic Bay Freeport Zone, Philippines, 2222）
- SANYO DENKI (Zhongshan) CO., LTD.（1st Floor, Building A2, eNet Industrial Park, 17 Fuze Road, Sanjiao Town, Zhongshan 528445 China）